# 李子恆
李子恆（1957年1月3日—），生於中華民國福建省金門縣金湖鎮瓊林里，臺灣音樂創作人。就讀金門高中一學期後，16歲孤身前往台灣本島奮鬥，畢業於省立楊梅高中、國立藝專美工科（現為國立臺灣藝術大學）畢業，擅長填詞與譜曲。從事音樂創作30年，1980年代經常受邀知名歌手填詞譜曲（有江蕙、蔡幸娟、小虎隊、周華健、姜育恆等）。目前發表的詞曲作品逾400首，製作唱片70多張。

## 作品
（摘錄部分）
- 〈我的心沒有回程〉 詞：李子恆 曲：谷村新司 演唱：姜育恆
- 〈秋蟬〉 詞/曲：李子恆 演唱：楊芳儀、徐曉菁
- 〈冬季到臺北來看雨〉 詞：李子恆、吳若權 曲：靳鐵章 演唱：孟庭葦
- 〈與淚擁抱〉詞：李子恆 曲：徐日勤 演唱：陳慧嫻(〈與淚擁抱〉的國語版)
- 〈是無緣還是錯〉詞：李子恆 曲：周啟生 演唱：黃翊(〈崩潰〉的國語版)
- 〈愛上你是好還是壞〉詞：李子恆 曲：林敏怡 演唱：黃翊(〈遲到的愛〉的國語版)
- 〈情難枕〉 詞/曲：李子恆 演唱：林慧萍
- 〈痴心換情深(情難枕粵語版)〉 詞：向雪懷 曲：李子恆 演唱：周慧敏
- 〈半醉半清醒〉 詞：李子恆、陳維祥 曲：李子恆 演唱：江蕙
- 〈想你〉 詞/曲：李子恆 演唱：江蕙
- 〈秘密〉 詞/曲：李子恆 演唱：江蕙
- 〈夢前塵〉 詞：吳念真 曲：李子恆 演唱：江蕙
- 〈等愛的人〉詞：李子恆 曲：姜育恆 演唱：姜育恆
- 〈繼續的走〉 詞：李子恆 曲：林威德 演唱：姜育恆
- 〈我是個很容易掏心的人〉 詞/曲：李子恆 演唱：姜育恆
- 〈借口〉 詞：林振強 曲：李子恆 演唱：王菲
- 〈別做陌生人〉 詞：姜育恆 李子恆 曲：姜育恆 演唱：姜育恆
- 〈寂寞之鴿〉 詞：李子恆 曲：Ricky Ho 演唱：王傑
- 〈誰能丟掉傷心〉 詞：李子恆 曲：陳志遠 演唱：王傑
- 〈紅塵有你〉 詞/曲：李子恆 演唱：王傑
- 〈夢全是你〉 詞：王傑 曲：李子恆 演唱：王傑(〈紅塵有你〉的粵語版)
- 〈候鳥〉 詞/曲：李子恆 演唱：王傑
- 〈今天我不回家〉 詞：李子恆 曲：王傑 演唱：王傑
- 〈決戰〉 詞：李子恆 曲：陳大力 演唱：王傑
- 〈我只要一個真實的明天〉 詞/曲：李子恆 演唱：王傑 (〈啞巴的話〉的國語版)
- 〈啞巴的話〉 詞：李廣安 曲：李子恆 演唱：王傑 (〈我只要一個真實的明天〉的粵語版）
- 〈多夢的歲月〉 詞：李子恆 曲：吳大衛 演唱：張雨生
- 〈永遠的自由〉 詞：李子恆 曲：吳大衛 演唱：張雨生
- 〈深情往事〉 詞/曲：李子恆 演唱：費玉清
- 〈你是我永遠的鄉愁〉 詞：李子恆 曲：飛鳥涼 演唱：費玉清
- 〈獨飲〉 詞/曲：李子恆 演唱：費玉清
- 〈負心〉 詞/曲：李子恆 演唱：費玉清
- 〈女人心〉 詞/曲：李子恆 演唱：葉歡
- 〈牽手〉 詞/曲：李子恆 演唱：蘇芮
- 〈戒了相思〉 詞/曲：李子恆 演唱：林慧萍
- 〈記號〉 詞/曲：李子恆 演唱：孫耀威
- 〈牽掛你的我〉 詞/曲：李子恆 演唱：林志穎
- 〈全心全意I love you〉 詞/曲：李子恆 演唱：林志穎
- 〈爵士男孩〉 詞：李子恆 曲：伍思凱 演唱：伍思凱
- 〈哭過的天空〉 詞/曲：李子恆 演唱：蘇慧倫
- 〈復活〉 詞：李子恆 曲：陳小霞 演唱：趙詠華
- 〈把明天交給我〉 詞/曲：李子恆 演唱：鍾鎮濤
- 〈今生你我〉 詞：李子恆 曲：游正彥 演唱：鍾鎮濤
- 〈流星〉 詞：李子恆 曲：陳志遠 演唱：林子祥
- 〈我對你好不好〉 詞/曲：李子恆 演唱：李碧華
- 〈你的眉在我心頭打了結〉 詞：李子恆 曲：鄭華娟 演唱：李碧華
- 〈心是愛你的〉 詞：黃大軍 曲：李子恆 黃大軍 演唱：李碧華
- 〈查甫人的心〉 詞：陳小霞 曲：李子恆 演唱：蔡振南
- 〈浪花〉 詞/曲：李子恆 演唱：劉德華
- 〈似曾相戀〉 詞/曲：李子恆 演唱：劉德華
- 〈風雨無阻〉 詞/曲：李子恆 演唱：周華健
- 〈夢到破滅再從頭〉 詞：李子恆 曲：包小柏 演唱：周華健
- 〈舊傷新痕〉 詞：李子恆 曲：包小松 演唱：周華健
- 〈不能不讓你來入夢〉 詞/曲：李子恆 演唱：呂方
- 〈四季〉 詞/曲：李子恆 演唱：王力宏
- 〈像一首歌〉 詞：李子恆 曲：鄭中基 演唱：鄭中基
- 〈為愛拖磨一世人〉 詞/曲：李子恆 演唱：潘越雲
- 〈明瞭〉 詞： 姚若龍 李子恆 曲：陳小霞 演唱：黃鶯鶯
- 〈我的夢永遠有個你〉 詞：李子恆 曲：史俊鵬 演唱：大小百合
- 〈在第六對相遇〉 詞：姚仁祿 李壽全 李子恆 曲：李壽全 演唱：齊秦
- 〈細說往事〉 詞/曲：李子恆 演唱：南方二重唱
- 〈星願〉 詞：鄧麗君 曲：李子恆 童安格 演唱：鄧麗君-紀念專輯
- 〈飄零〉 曲：李子恆／詞：李子恆 演唱：梅艷芳
- 〈春天〉 詞：李子恆 作曲：郭子 演唱：陳慧琳
- 〈我不管〉 詞：李子恆 作曲：陳慶良 演唱：陳慧琳
- 〈把我放在你心上〉 詞：李子恆 作曲：雷頌德 演唱：陳慧琳
- 〈我不以為〉 詞/曲：李子恆 演唱：陳慧琳
- 〈愛〉 詞：陳大力／李子恆 演唱：小虎隊
- 〈決心〉 曲：王建青／詞：李子恆 演唱：吳奇隆
- 〈流星〉 曲：李子恆／詞：李子恆 演唱：吳奇隆
- 〈倔強〉 曲：李子恆／詞：李子恆 演唱：吳奇隆
- 〈候鳥〉 曲：李子恆／詞：李子恆 演唱：吳奇隆
- 〈雙飛〉 曲：李子恆／詞：李子恆 演唱：吳奇隆
- 〈英雄〉 曲：游鴻明／詞：李子恆 演唱：吳奇隆
- 〈珍惜〉 詞：李子恆 演唱：蘇有朋
- 〈再見〉 詞：陳大力／李子恆 演唱：小虎隊
- 〈煙火〉 曲：李子恆／詞：李子恆 演唱：吳奇隆
- 〈初戀〉 詞：李子恆 演唱：紅孩兒
- 〈故事〉 曲：李子恆／詞：李子恆 演唱：紅孩兒
- 〈驪歌〉 詞：李子恆 演唱：小虎隊
- 〈繼續〉 詞：李子恆 演唱：吳奇隆
- 〈補償〉 詞：李子恆 演唱：吳奇隆
- 〈今天〉 曲：李子恆／詞：李子恆 演唱：吳奇隆
- 〈堅持〉 曲：李子恆 演唱：吳奇隆
- 〈世間路〉 曲：李子恆／詞：李子恆 演唱：吳奇隆
- 〈我相信〉 曲：李子恆／詞：李子恆 演唱：吳奇隆
- 〈做完夢〉 曲：李子恆／詞：李子恆 演唱：吳奇隆
- 〈紅蜻蜓〉 詞：李子恆 演唱：小虎隊
- 〈遊俠兒〉 詞：李子恆 演唱：小虎隊
- 〈天堂海〉 詞：李子恆 演唱：小虎隊
- 〈海岸線〉 詞/曲：李子恆 演唱：陳永龍
- 〈晨星〉 詞/曲：李子恆 演唱：陳永龍
- 〈小路〉 詞：陳永龍 曲：李子恆 演唱：陳永龍
- 〈玫瑰心〉 詞/曲：李子恆 演唱：陳永龍
- 〈山風海雨〉 詞/曲：李子恆 演唱：陳永龍
- 〈孤星119〉 詞：李子恆 演唱：吳奇隆
- 〈希望之風〉 詞：李子恆 演唱：吳奇隆
- 〈於心不忍〉 曲：陳慶良／詞：熊儒賢／李子恆 演唱：吳奇隆
- 〈風雨無阻〉 曲：李子恆／詞：李子恆 演唱：周華健
- 〈千手世界〉 曲：李子恆／詞：李子恆 演唱：邰麗華與21位聽障演員
- 〈蝴蝶飛呀〉 曲：李子恆／詞：李子恆 演唱：小虎隊
- 〈天天想我〉 曲：李子恆／詞：李子恆 演唱：小虎隊
- 〈生日禮物〉 曲：李子恆／詞：李子恆 演唱：林志穎
- 〈十字路口〉 曲：李子恆／詞：李子恆 演唱：吳奇隆
- 〈做你的天〉 曲：季中平／詞：李子恆／林美杏 演唱：吳奇隆
- 〈夢不完的妳〉 曲：李子恆／詞：李子恆 演唱：吳奇隆
- 〈打開你的門〉 曲：陳志遠／詞：李子恆 演唱：小虎隊
- 〈星星知我心〉 曲：李子恆／詞：楊英明 演唱：蔡幸娟、吳靜嫻
- 〈星星的約會〉 曲：李子恆／尾關昌也／詞：李子恆 演唱：小虎隊
- 〈星光依舊燦爛〉 曲：李子恆／詞：李子恆 演唱：小虎隊
- 〈愛我就跟我走〉 詞：李子恆 演唱：小虎隊
- 〈最想你的時候〉 曲：李子恆／詞：李子恆 演唱：吳奇隆
- 〈Loving You〉 曲：李子恆／詞：李子恆 演唱：吳奇隆
- 〈一生夢一生狂〉 曲：潘協慶／詞：李子恆 演唱：吳奇隆
- 〈祝你一路順風〉 曲：李子恆／詞：吳奇隆 演唱：吳奇隆
- 〈總有你鼓勵(祝你一路順風粵語版)〉 曲：李子恆／詞：潘源良 演唱：倫永亮、李國祥
- 〈只要妳知道就好〉 曲：李子恆／詞：李子恆 演唱：吳奇隆
- 〈走在夢醒風起時〉 曲：李子恆／詞：李子恆 演唱：吳奇隆
- 〈讓我牽著你的手〉 曲：李子恆／詞：李子恆 演唱：小虎隊
- 〈分一點夢給他們〉 曲：李子恆／詞：李子恆 演唱：小虎隊
- 〈思念就像一條河〉 曲：陳耀川／詞：林美杏／李子恆 演唱：吳奇隆
- 〈一天一天等下去(煙火粵語版)〉 曲：李子恆／詞：潘源良 演唱：吳奇隆
- 〈叫你一聲My Love〉 曲：李子恆／詞：陳樂融 演唱：小虎隊
- 〈現代愛情故事(叫你一聲My Love粵語版)〉 曲：李子恆／詞：潘偉源 演唱：張智霖、許秋怡
- 〈無言寧願在我心裡(叫你一聲My Love粵語版)〉 曲：李子恆／詞：楊熙 演唱：陳展鵬、胡定欣
- 〈星光依舊燦爛(粵語版)〉 曲：李子恆／詞：潘源良 演唱：方力申、TFBOYS
- 〈你的微笑依然像新的一樣〉 曲：李子恆／詞：李子恆 演唱：吳奇隆
- 〈如果明天能再相聚〉 曲：吳國敬／詞：李子恆 演唱：吳奇隆
- 〈追夢族〉 曲：黃耀明／劉以達 詞：李子恆 演唱：蘇有朋、施易男、黃仲齊
- 〈孩子不壞〉 曲：李子恆 詞：陳樂融 演唱：黃瀞怡（小薰）、吳映潔（鬼鬼）
- 〈國立金門大學校歌-典儀篇〉 曲：李子恆 詞：鄭愁予
- 〈國立金門大學校歌-歌詠篇〉 曲：李子恆 詞：鄭愁予
- 〈我也曾醉過〉 曲：N. Tsuyoshi／詞：李子恆 演唱：馬浚偉
- 〈情變〉 詞/曲：李子恆 演唱：王默君

## 出版書籍
- 2024年，詩集《寂寞的嘹亮：謎世之歌》。

## 榮譽
- 1980年，以《秋蟬》獲金鼎獎作曲獎。
- 1993年，以《牽手》（民視連續劇《娘家》片尾曲）獲第5屆金曲獎最佳作詞人獎。
- 2009年，以《成長》（大愛劇場《春風伴我行》片頭曲）獲第20屆金曲獎最佳作詞人獎。
- 2013年，以《回家》（李子恆《回家》專輯）獲第4屆金音創作獎最佳民謠單曲獎。
- 2013年，以《海岸線》（陳永龍《海岸線》專輯）入圍第24屆金曲獎最佳年度歌曲獎、最佳作曲人獎、最佳作詞人獎。

## 外部連結
- 李子恆在互联网电影资料库（IMDb）上的資料（英文）
- 李子恆孫姪女小童星李佩玲個人網站 （页面存档备份，存于）